# Hertha Thiele
Hertha Thiele (ur. 8 maja 1908 w Lipsku, zm. 5 sierpnia 1984 we wschodnim Berlinie) – niemiecka aktorka filmowa, teatralna i telewizyjna.
Po 1933 odmówiła współpracy z propagandą III Rzeszy i straciła prawo wykonywania w Niemczech zawodu aktorskiego. Od 1937 przebywała na emigracji w Szwajcarii. Po drugiej wojnie światowej próbowała wrócić do Niemiec w 1949, podejmując pracę w radio w Berlinie, jednak nie dostała się do teatru i wróciła do Szwajcarii. Dopiero po wizycie u siostry w NRD w 1965 zdecydowała się zamieszkać na stałe we wschodniej części Niemiec. Pracowała w teatrach wschodniego Berlina, Lipska i Magdeburga oraz w enerdowskiej kinematografii i telewizji Deutscher Fernsehfunk.

## Filmografia
- 1931: Dziewczęta w mundurkach (Mädchen in Uniform) – Manuela von Meinhardis
- 1932: Die elf Schill’schen Offiziere – Maria von Trachenberg
- 1932: Frau Lehmanns Töchter – Emma
- 1932: Kuhle Wampe – Anni
- 1932: Das erste Recht des Kindes – Lotte Bergmann
- 1932: Mensch ohne Namen – Helene Martin
- 1933: Anna und Elisabeth – Anna
- 1933: Kleiner Mann, was nun? – Emma „Lämmchen” Mörchel
- 1933: Reifende Jugend – Elfriede Albing
- 1933: Weiße Majestät – Monika Amatter
- 1934: Elisabeth und der Narr – Elisabeth
- 1967: Der Schatten eines Kämpfers – pani Grigson (TV)
- 1971: Husaren in Berlin – pani Camas
- 1972: Pokój przechodni (Florentiner 73) – pani Hartmann (TV)
- 1972: Dojrzałe wiśnie (Reife Kirschen) – matka Beisserta
- 1972: Telefon 110, sezon II, odc. 7 (Polizeiruf 110: Minuten zu spät) – matka Teich (odcinek serialu TV)
- 1974: Legenda o Paulu i Pauli (Die Legende von Paul und Paula) – pani Knuth
- 1976: Telefon 110, sezon VI, odc. 2 (Polizeiruf 110: Schwarze Ladung) – pani Brinkmann (odcinek serialu TV)
- 1977: Die unverbesserliche Barbara – teściowa
- 1980: Nowy Don Juan (Don Juan, Karl-Liebknecht-Straße 78) – starsza śpiewaczka